# Снягово (област Добрич)
 За другото българско село вижте Снягово (Област Бургас).  
Снягово е село в Североизточна България. То се намира в община Генерал-Тошево, област Добрич.

## История
На 27 юни 1942 г. селото се преименува от Кара агач на Байчево. До 1943 г. в селото се разполага една от немските колонии в България, като тя се състои от 20 семейства добруджански немци. В периода 1940 – 1951 г. местното начално училище носи името „Св.св. Кирил и Методий“. На 01 ноември 1963 г. селото се преименува на Снягово.

## Население
Преброяване на населението през 2011 г.
Численост и дял на етническите групи според преброяването на населението през 2011 г.:
|                     | Численост | Дял (в %) |
| Общо                | 185       | 100,00    |
| Българи             | 8         | 4,32      |
| Турци               | 139       | 75,13     |
| Цигани              | 11        | 5,94      |
| Други               | 0         | 0,00      |
| Не се самоопределят | 0         | 0,00      |
| Неотговорили        | 27        | 14,59     |